# 显梗风毛菊
显梗风毛菊（学名：Saussurea peduncularis）是菊科风毛菊属的植物，为中国的特有植物。分布在中国大陆的云南等地，生长于海拔3,300米至3,348米的地区，多生长于灌丛以及林缘，目前尚未由人工引种栽培。